# Strzelin
Strzelin [ˈstʃɛlin] (deutsch: Strehlen, schlesisch Strahla, tschechisch Střelín) ist eine Stadt in der Stadt- und Landgemeinde Strzelin der Woiwodschaft Niederschlesien in Polen. Sie liegt an der Ohle und ist zugleich Amtssitz des Powiat Strzeliński.

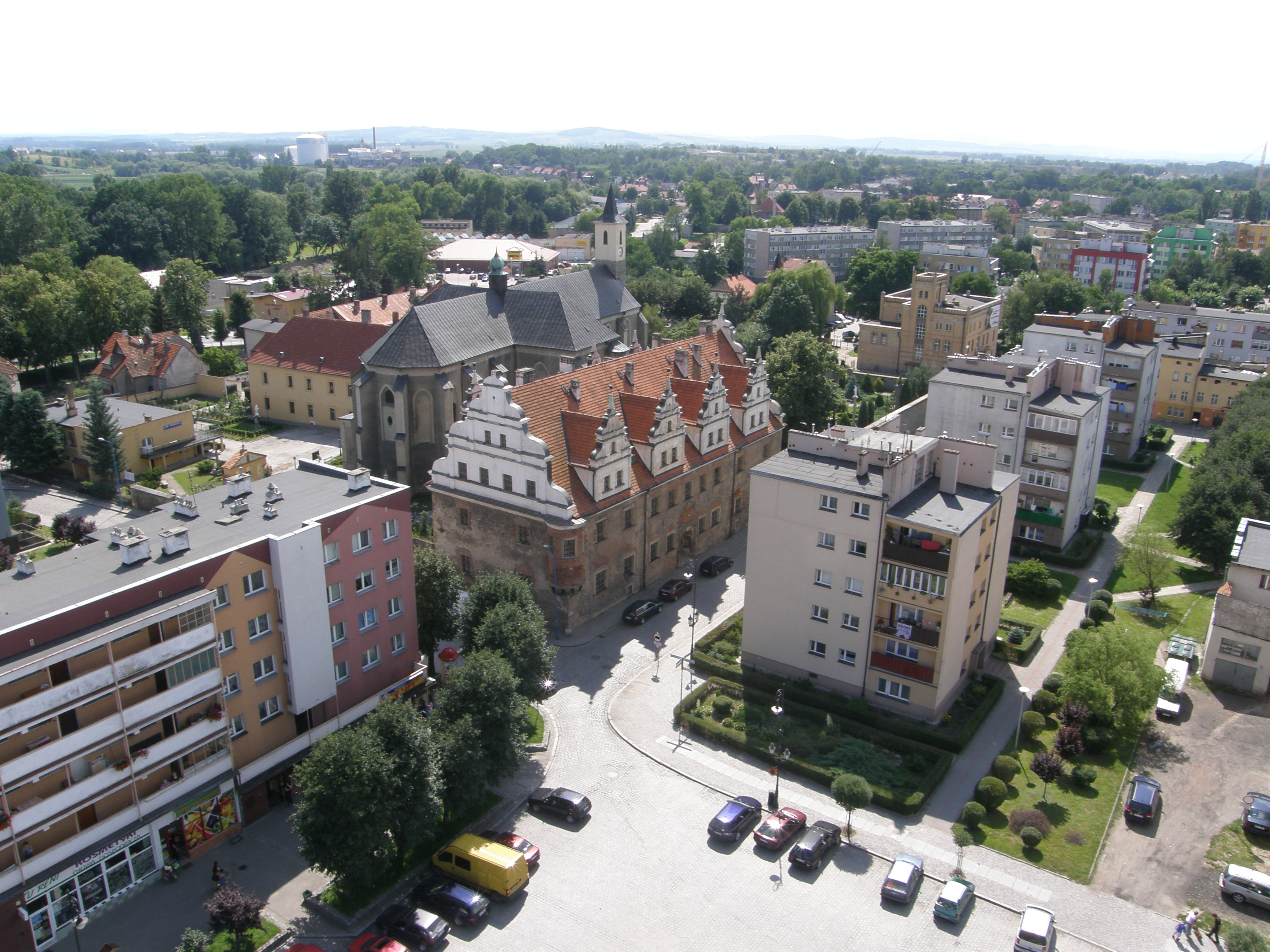
Stadtzentrum mit Kreuzerhöhungskirche, dem Haus der Herzöge von Brieg und aufgelockerter Wohnbebauung aus den 1970er Jahren

## Geographie
Strzelin liegt etwa 40 Kilometer südlich von Breslau. Westlich erstrecken sich die Strehlener Granitsteinbrüche (Kamieniołomy granitu), die zu den größten in Europa gehören.
Nachbarorte sind Szczawin (Saegen) im Norden, Chociwel (Kuschlau) im Nordosten, Biedrzychów (Friedersdorf) im Osten, Gęsiniec (Hussinetz) im Süden, Mikoszów (Niklasdorf) im Westen und Pęcz (Pentsch) im Nordwesten.

## Geschichte
Der Ortsname leitet sich vom polnischen Namen „Strzela“ für Pfeil ab. Die St.-Marien-Kirche in der Strehlener Altstadt (bis zur Vereinigung mit Strehlen „Alt-Prieborn“) stiftete einer Legende nach um 1130 der polnische Magnat Peter Wlast. 1228 erscheinen urkundlich Razlaus bzw. Wratislaus und Boguslaus von Strehlen als Hofrichter bzw. Kastellane. 1292 wurde Strehlen vom Schweidnitzer Herzog Bolko I. nach Deutschem Recht ausgesetzt. 1295 gründete er in Strehlen das Klarissenkloster und bestimmte die St.-Marien-Kirche zur Propsteikirche. 1293 erhielt „Strelyn“ das Recht für Innungssachen der Stadt Schweidnitz. Zur gleichen Zeit wurden die Vogteirechte bestimmt, die Stadt erweitert und eine Stadtmauer errichtet. In einer Urkunde des Breslauer Domkapitels von 1264 wurde erstmals eine Pfarrkirche erwähnt.
Durch Teilung des Herzogtums Schweidnitz 1321 fiel Strehlen an das von Herzog Bolko II. begründete Herzogtum Münsterberg. 1337 wurde Strehlen für 1337 Mark Prager Groschen an die Krone Böhmen verpfändet. 1349 erfolgte durch Herzog Nikolaus von Münsterberg das Recht zu Willküren und der freien Ratswahl. 1350 wurde Strehlen das Recht der Stadt Münsterberg und anderer Städte das Meilenrecht verliehen und ein Hospital erbaut. 1427 wurde Strehlen dem Herzogtum Brieg eingegliedert. 1428 und 1438 wurde die Stadt von den Hussiten geplündert. Dabei kamen besonders das Nonnenkloster und die Marienkirche zu Schaden. Ein Teil der Ordensschwestern floh nach Brieg.
1535 hielt die Reformation Einzug. Die katholischen Geistlichen verließen die Stadt. 1548 zerstörte ein Brand weite Teile von Strehlen, darunter die St.-Michaels-Kirche und das Kloster, die St.-Gotthard-Kirche blieb unversehrt. 1552 wurde die neue protestantische St.-Michaels-Kirche geweiht und 1565 ein neues Rathaus erbaut. 1577 wurden das Hospital und 1585 die Schule wieder aufgebaut. 1581 verordnete Herzog Georg II. von Brieg die Anlegung einer städtischen Wasserleitung. Das Wasser wurde in Röhren vom Gebirge in die Stadt geleitet. Am 10. März 1586 erhielten die Krämer von Herzog Joachim Friedrich ein Handelsprivileg und 1590 stiftete er der Stadt eine Schützengilde. 1617 erhielt Strehlen einen neuen Begräbnisplatz und eine der hl. Barbara geweihte Kirche, die 987 Taler kostete.
Trotz des sprachlichen Assimilierungsprozesses konnte sich in Strehlen eine polnischsprachige Minderheit behaupten. In der Kirche St. Gotthard wurde erst 1616 die Predigt in deutscher Sprache eingeführt. Mitte des 17. Jahrhunderts verlief die deutsch-polnische Sprachegrenze noch bei Strehlen.
Als Stapelort des Getreidehandels erfuhr die Stadt von 1585 bis 1604 eine wirtschaftliche Blüte. Im Dreißigjährigen Krieg wurde die Stadt 1633 nach mehreren Besitzerwechseln geplündert und zerstört. Im selben Jahr brach die Pest aus, bei der mehr als 2390 Einwohner ums Leben kamen. Nach 1700 zog der Getreidehandel nach Frankenstein und Schweidnitz.
Nach dem Tode des Herzogs Georg Wilhelm 1675 fiel Strehlen mit dem Herzogtum Brieg als erledigtes Lehen durch Heimfall an die Krone Böhmen. Nachfolgend galt der Religionszwang und die Erhöhung der Abgaben. 1698 kamen Augustinermönche nach Strehlen. Der böhmische Landesherr Kaiser Leopold I. stellte dem Orden das verlassene Kloster und die vormals evangelische Kirche St. Gotthard zur Verfügung. Ein weiterer Stadtbrand vom 6. Oktober 1706 führte unter der Bevölkerung zu großer Not. 1721 ließen die Augustiner eine neue Kirche und Kloster errichten. Die evangelische Kirchengemeinde erhielt die polnische Kirche St. Gotthard zurück. 1713 erwarb der städtische Magistrat das „von Brauchitsche“ Vorwerk in der Altstadt und vergrößerte die der Kämmerei gehörigen Äcker. 1732 wurde eine Armenverpflegung eingerichtet und das Betteln untersagt. Im Ersten Schlesischen Krieg lagerte 1741 die Preußische Armee vor der Stadt. 1742 wurde Strehlen Eigentum des preußischen Königshauses.

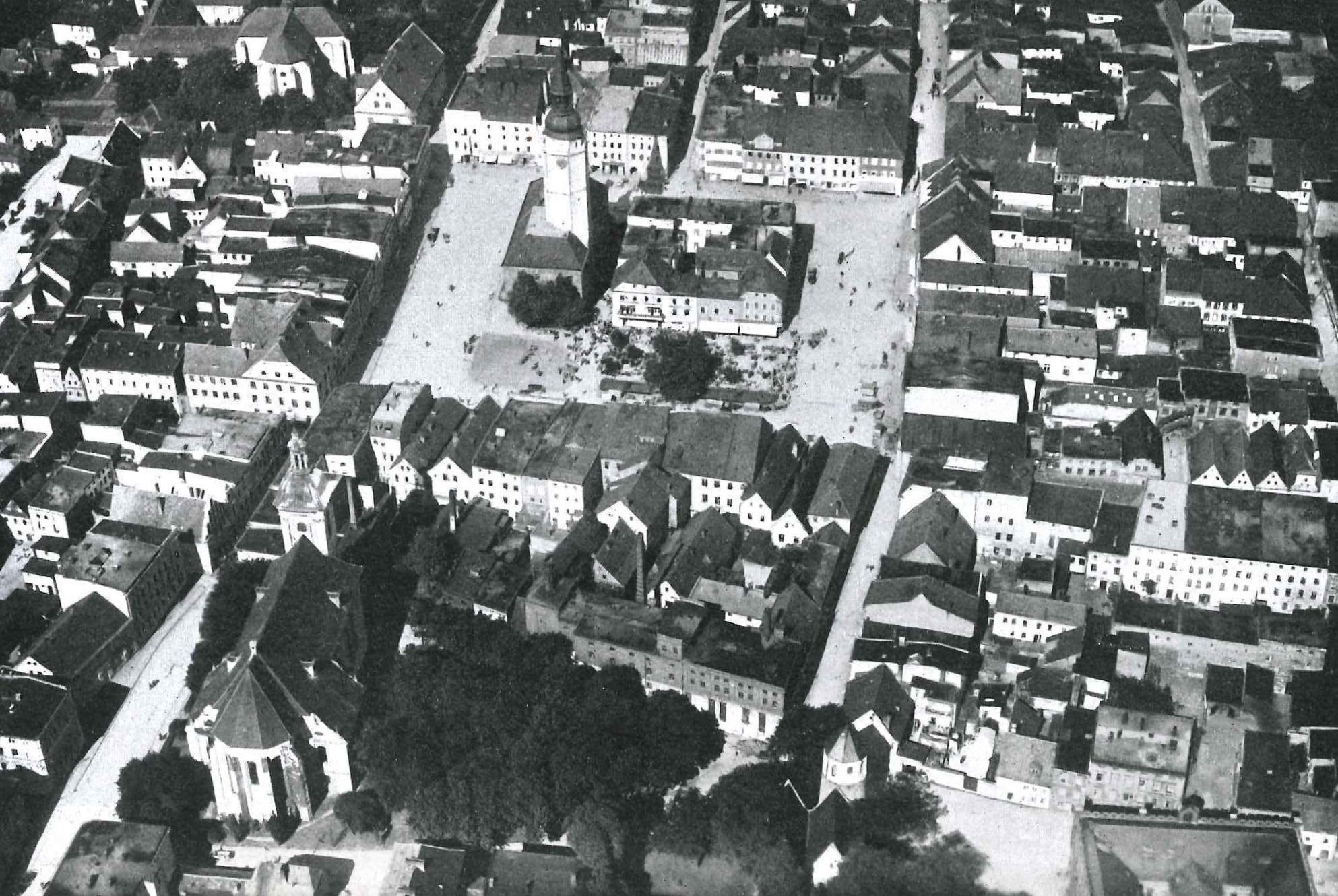
Luftbild von Strehlen, 1930er Jahre

Auf Geheiß des preußischen Königs Friedrichs II. siedelten sich 1749 vor den Stadttoren eine bedeutende ethnische Minderheit tschechischsprachiger Glaubensflüchtlinge aus Böhmen an. Die Exulanten gründeten auf den Vorwerksäckern der Stadt die Kolonien Hussinetz, Mehltheuer und Pentsch. Die seit 1548 als städtische Begräbniskirche dienende St.-Marien-Kirche wurde nach der königlichen Konzession vom 24. Juni 1750 mit Parochialrechten ausgestattet und den böhmischen Siedlern zum Geschenk gemacht. Der Siebenjährige Krieg verursachte einen Schaden von 30.000 Reichstalern. Die durch Brände und Mauerrisse baufällige Kirche St. Michael wurde 1769 neu erbaut. 1780 erhielt das Gotteshaus eine neue Orgel. Während der Koalitionskriege kam es am 24. Dezember 1806 in und um Strehlen zwischen preußischen und bayerischen Soldaten zu einem Gefecht, bei dem in der Stadt geplündert und gebrandschatzt wurde.
Um 1900 hatte Strehlen drei evangelische Kirchen, darunter eine altlutherische, und eine katholische Kirche, eine Synagoge, ein Amtsgericht und ein Gymnasium. Bis zum Jahr 1945 war Strehlen Verwaltungssitz des Landkreises Strehlen im Regierungsbezirk Breslau. Im Januar 1945 erlitt Strehlen die ersten Luftangriffe, bei denen vor allem der Eisenbahnknotenpunkt Ziel der Angriffe war. Mitte März rückte die Rote Armee in Richtung Strehlen vor. Daraufhin kam es zu starken Gefechten um die Stadt. Kurz vor Ende der Kampfhandlungen veranlasste die deutsche Wehrmacht am 24. März 1945 die Sprengung der Türme in der Altstadt, darunter den Rathausturm und den Kirchturm der Michaeliskirche. Mit Ende der Kämpfe war die gesamte Stadt nahezu zerstört. Lediglich einzelne Fragmente von Gebäuden blieben erhalten. Die Bevölkerung der Stadt war vor Eintreffen der Roten Armee evakuiert worden.
Als Folge des Zweiten Weltkriegs fiel Strehlen 1945 mit dem größten Teil Schlesiens an Polen und wurde in Strzelin umbenannt. Die deutschen Einwohner wurden – soweit sie nicht vorher geflohen waren – vertrieben. Die neu angesiedelten Bewohner waren teilweise Zwangsumgesiedelte aus Ostpolen, das an die Sowjetunion gefallen war.

## Sehenswürdigkeiten
- Die Kreuzerhöhungskirche wurde zwischen 1700 und 1721 erbaut und nach starken Kriegszerstörungen wieder aufgebaut.
- Die Kirche Muttergottes und St. Johannes wurde 1130 gegründet und 1979 nach erheblichen Kriegszerstörungen wieder aufgebaut.
- Die St.-Gotthard-Kirche wurde im 14. und 15. Jahrhundert erbaut. Der Turm stammt aus dem 12. Jahrhundert.
- Hospitalkirche St. Georg von 1350.
- Das im 14. Jahrhundert errichtete und von 1520 bis 1526 im Stil der Renaissance umgebaute Rathaus am Ring wurde 1945 durch die deutsche Wehrmacht gesprengt. Erhalten blieben lediglich die unteren beiden Geschosse des 1520 erbaute Rathausturm, der 2011 originalgetreu rekonstruiert wurde. Das Rathaus wurde von 2020 bis 2023 rekonstruiert.
- Das 1605/1606 errichtete Haus der Herzöge von Brieg wurde 1945 zerstört. Lediglich die Außenmauern blieben erhalten. In den 1990er Jahren wurde das Gebäude originalgetreu wiederaufgebaut.[9]
- Empfangsgebäude des Hauptbahnhofs von 1896
- Reste der mittelalterlichen Stadtmauer von 1300
- Jüdischer Friedhof
- Neogotisches Postamt – 1889 errichtet[10]

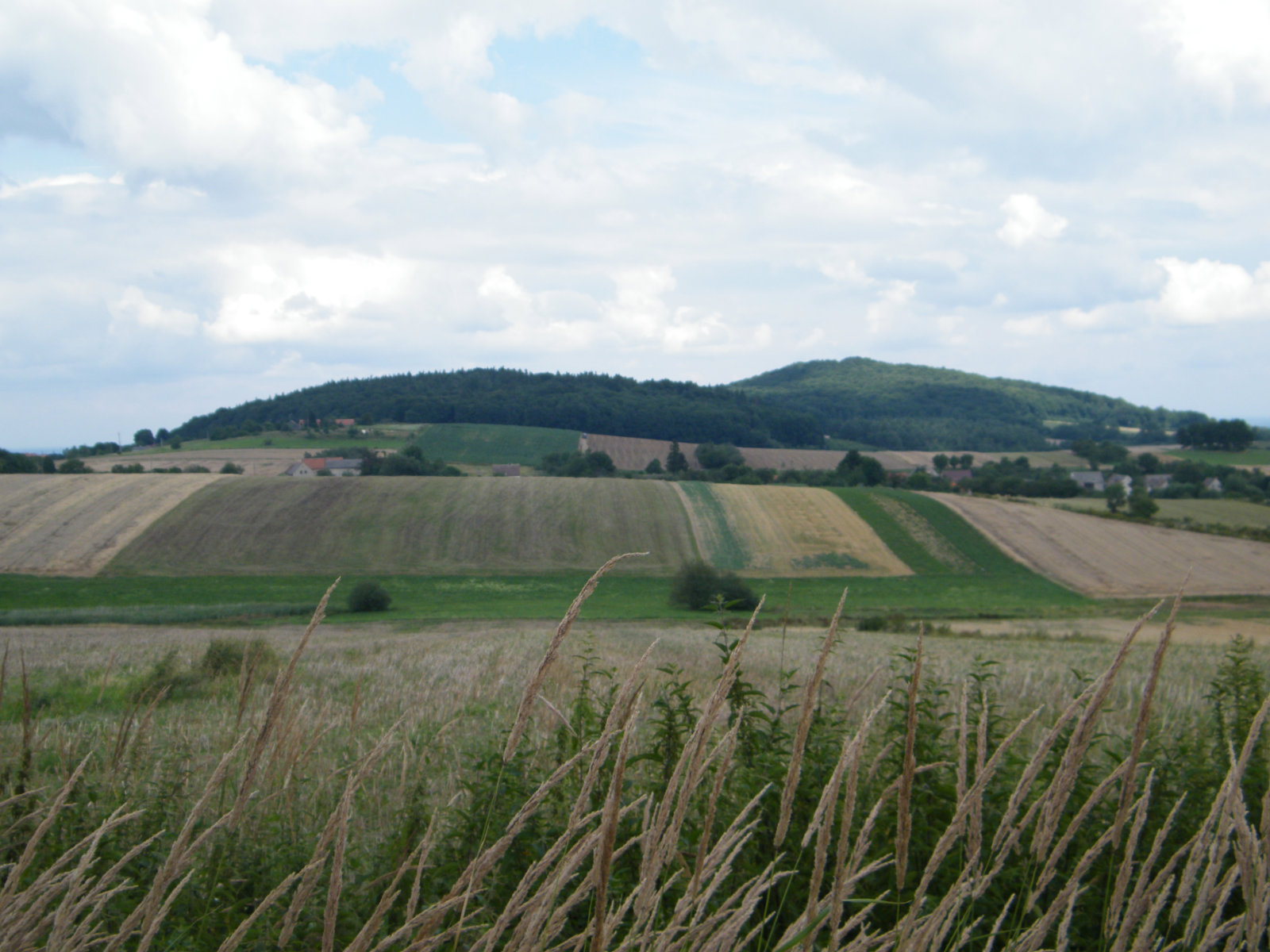
Strehlener Höhen
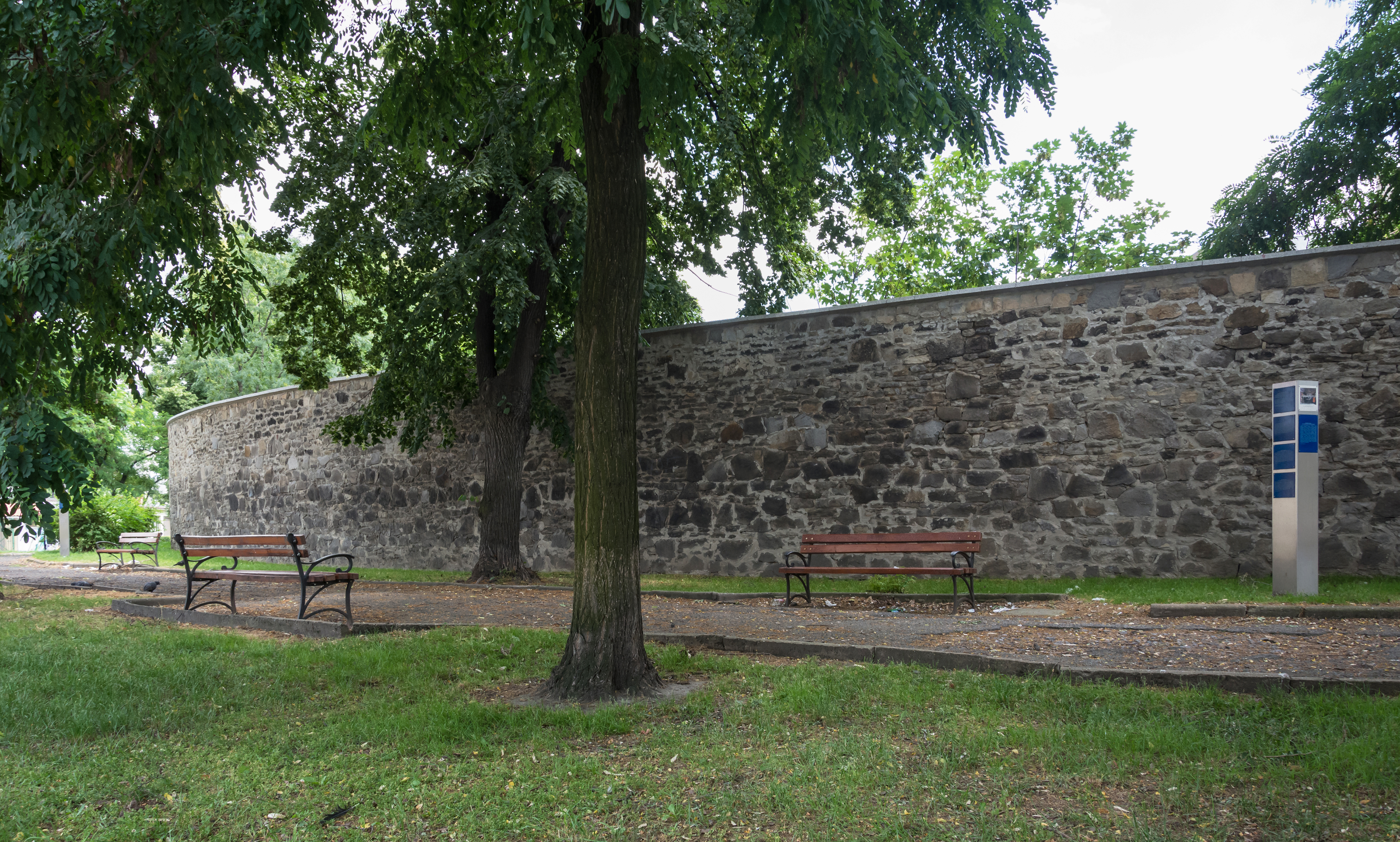
Reste der mittelalterlichen Stadtmauer
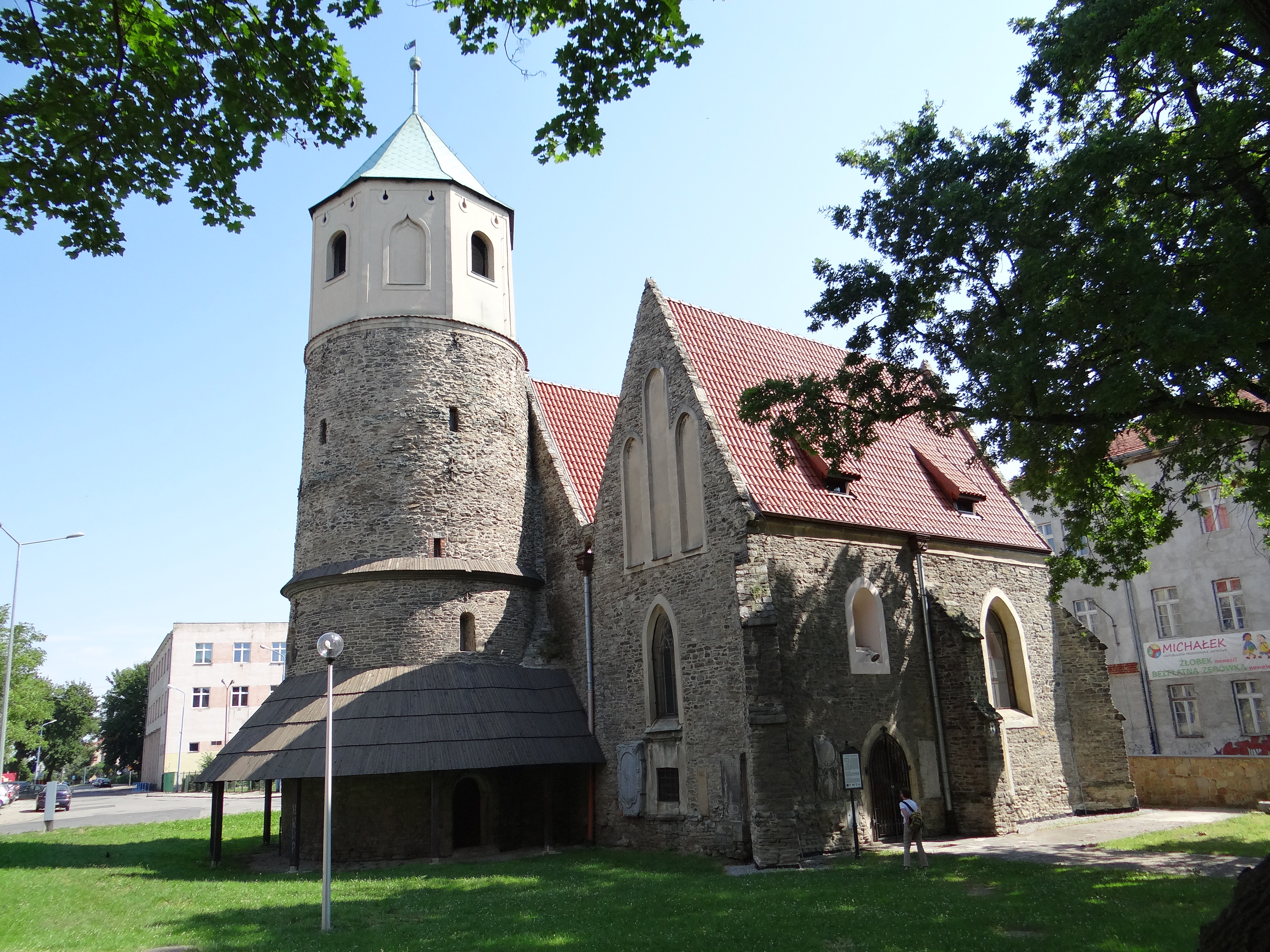
St.-Gotthard-Kirche mit Rotunde
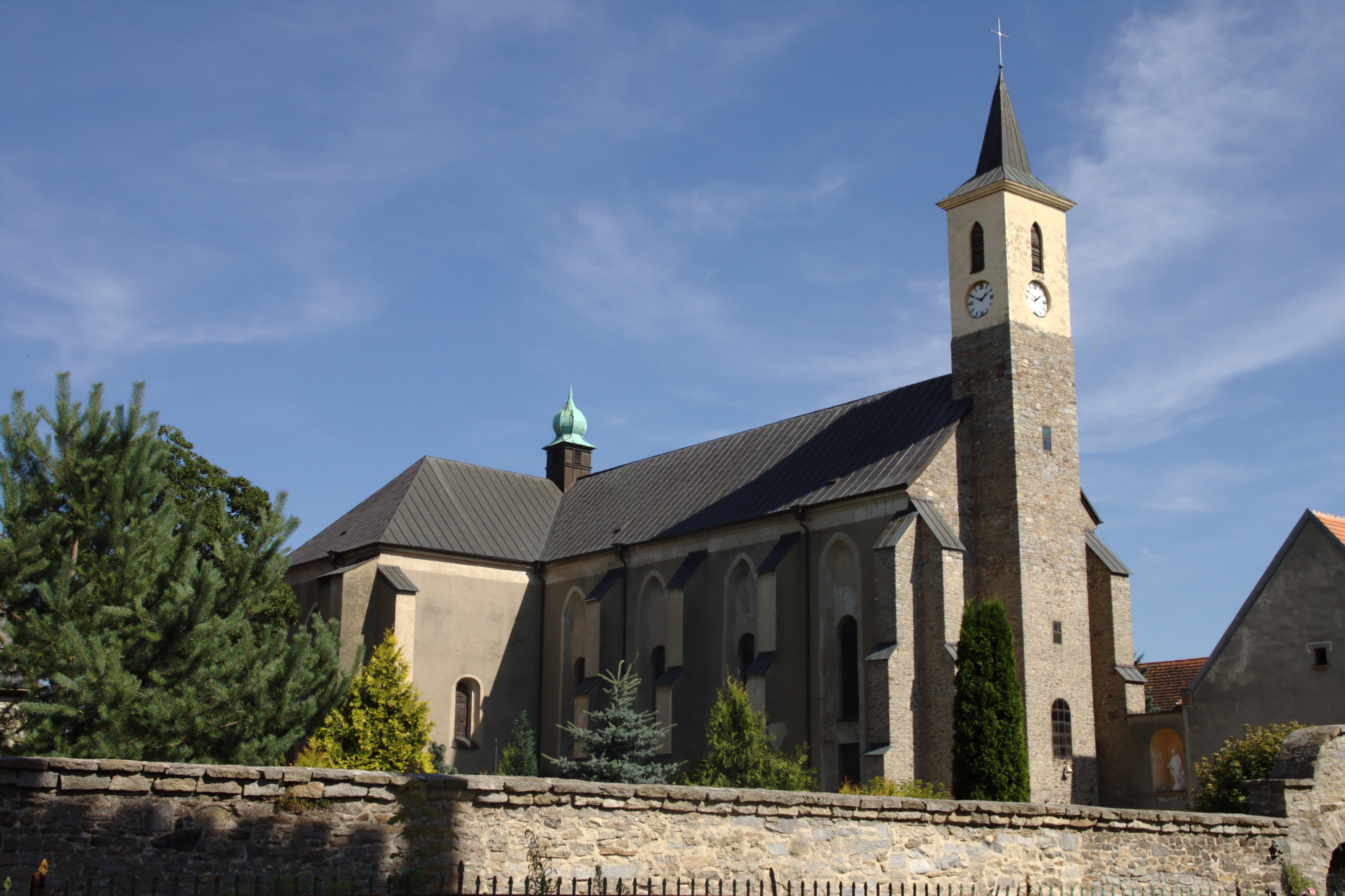
Kreuzerhöhungskirche
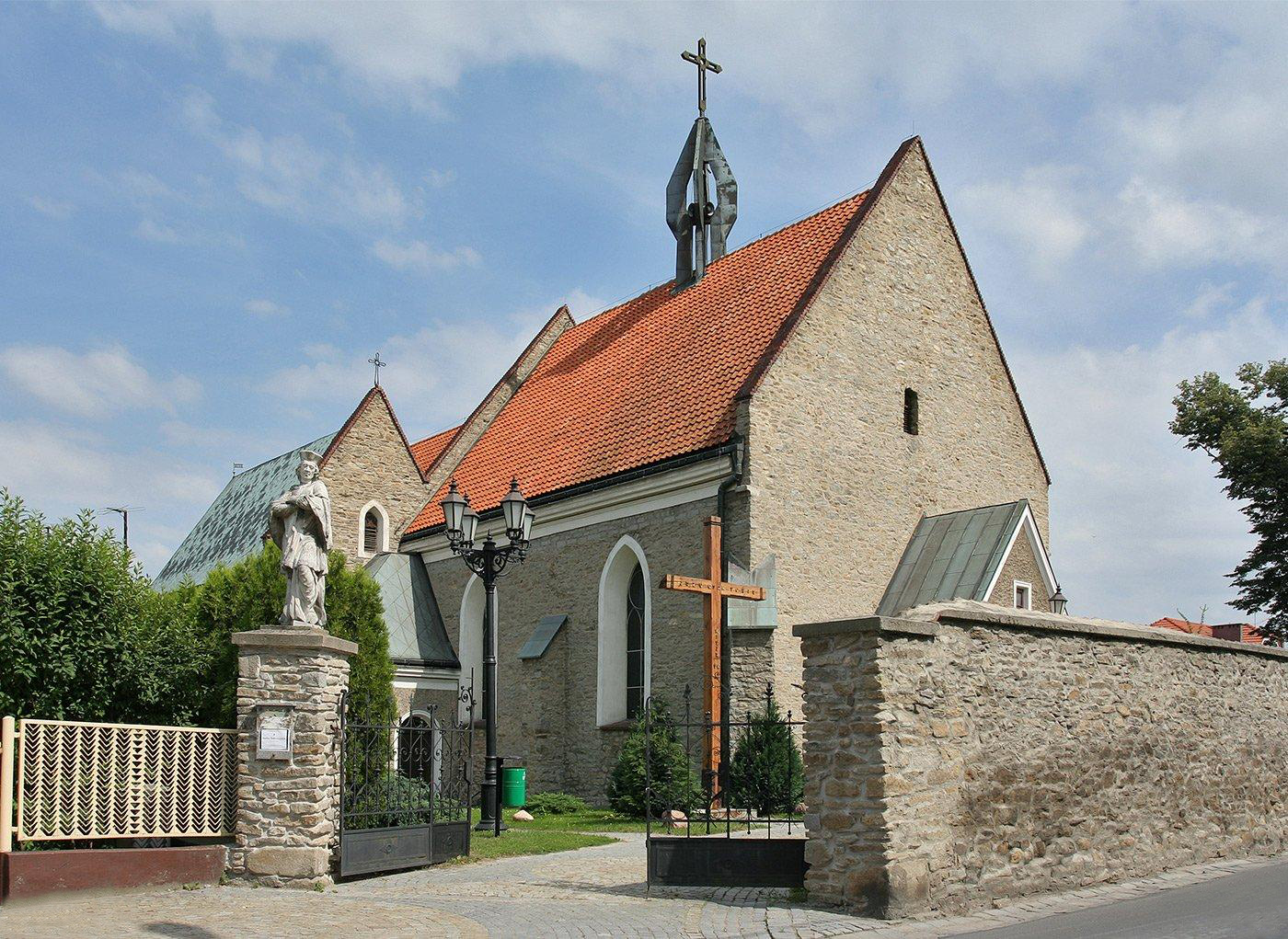
Kirche Muttergottes und St. Johannes
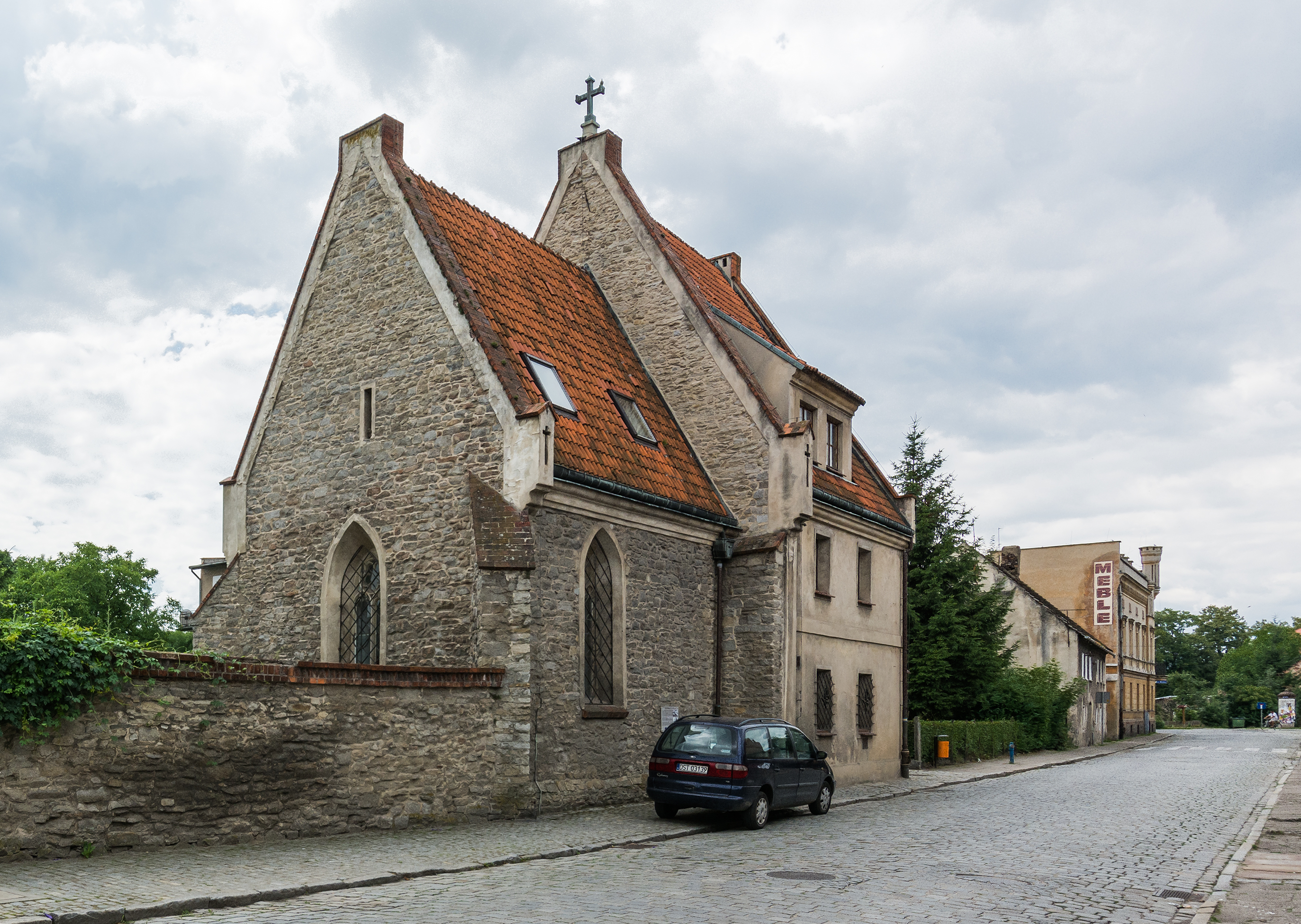
Hospitalkirche St. Georg
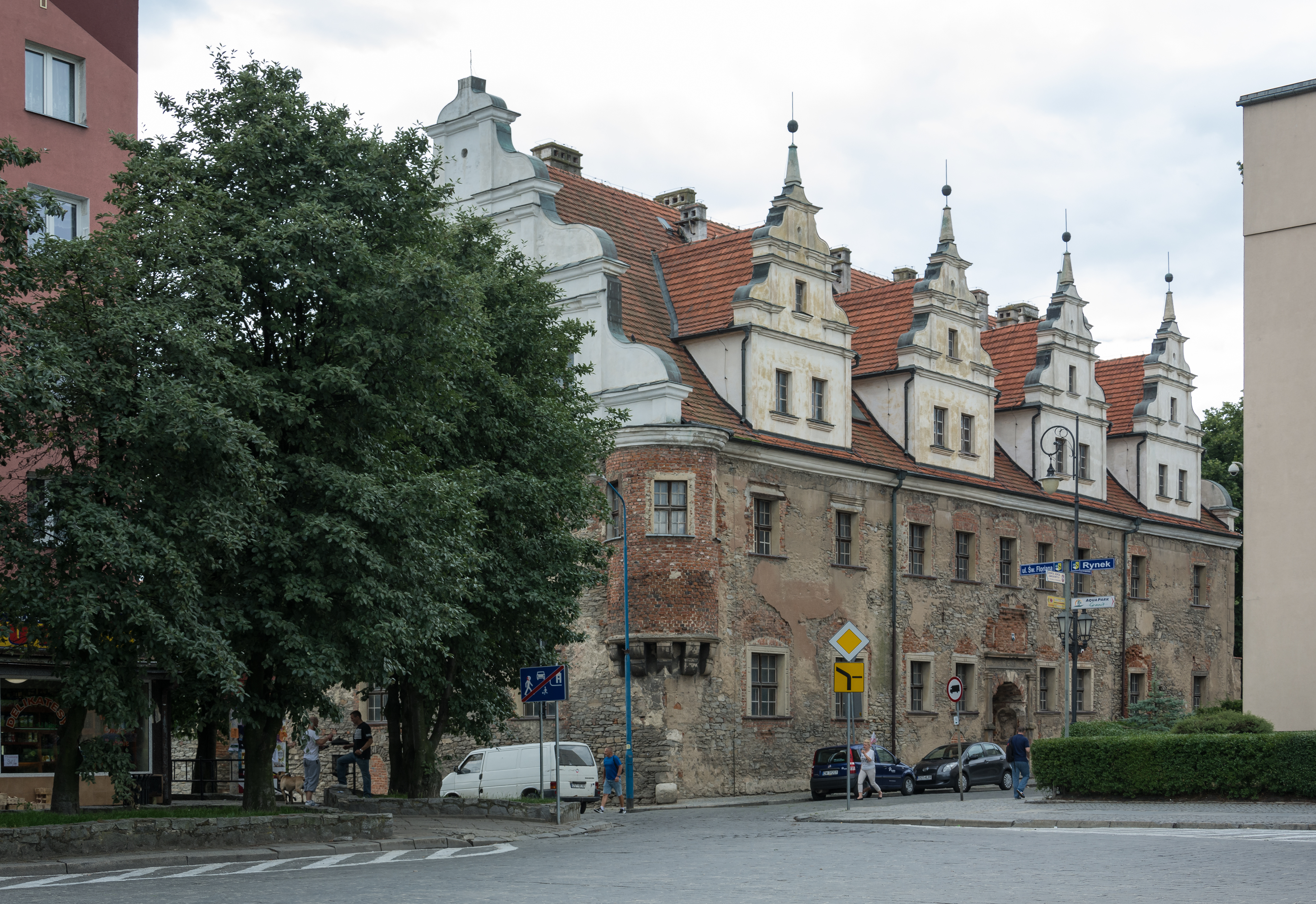
Haus der Herzöge von Brieg
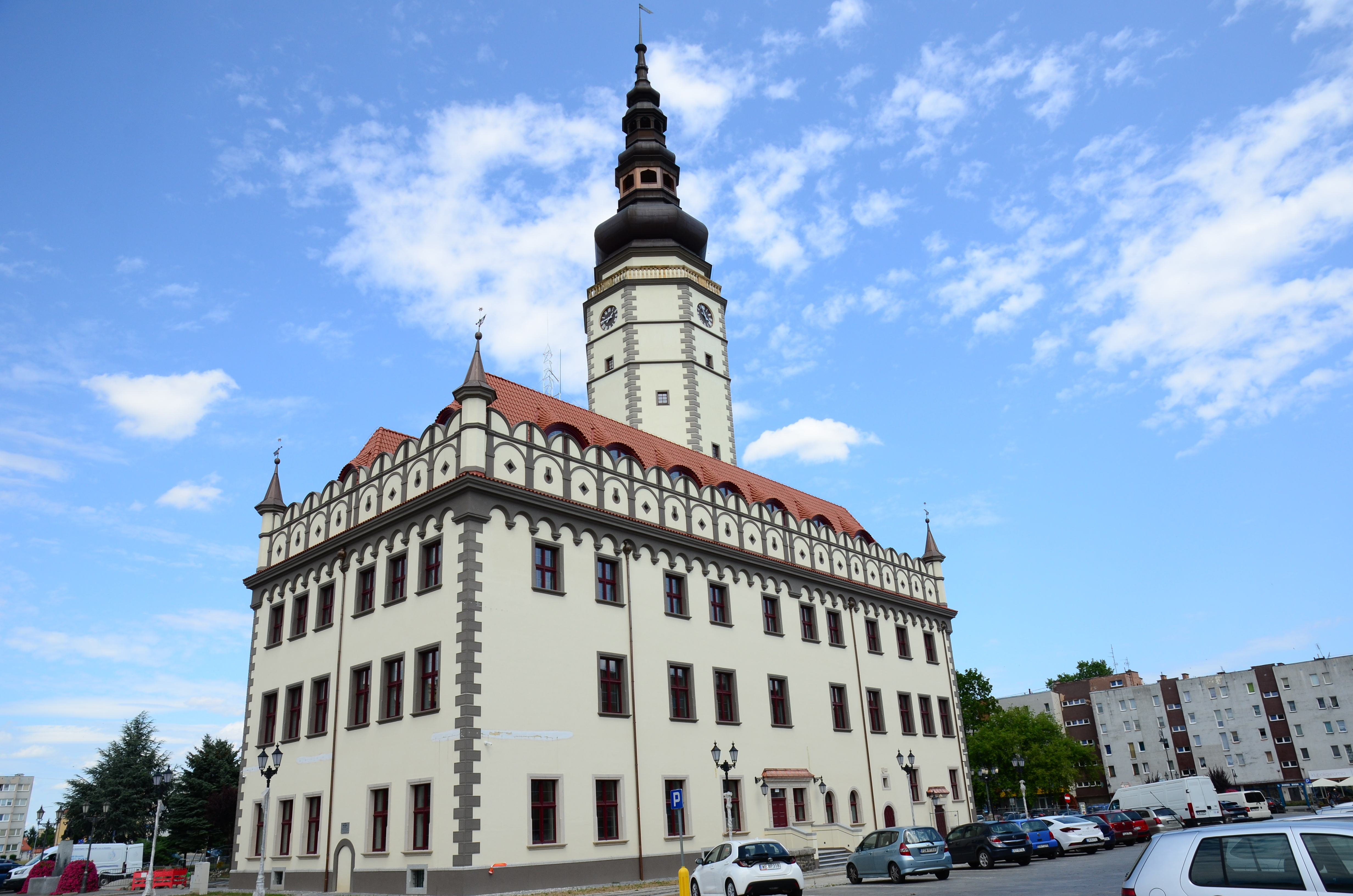
Rekonstruiertes Rathaus am Ring
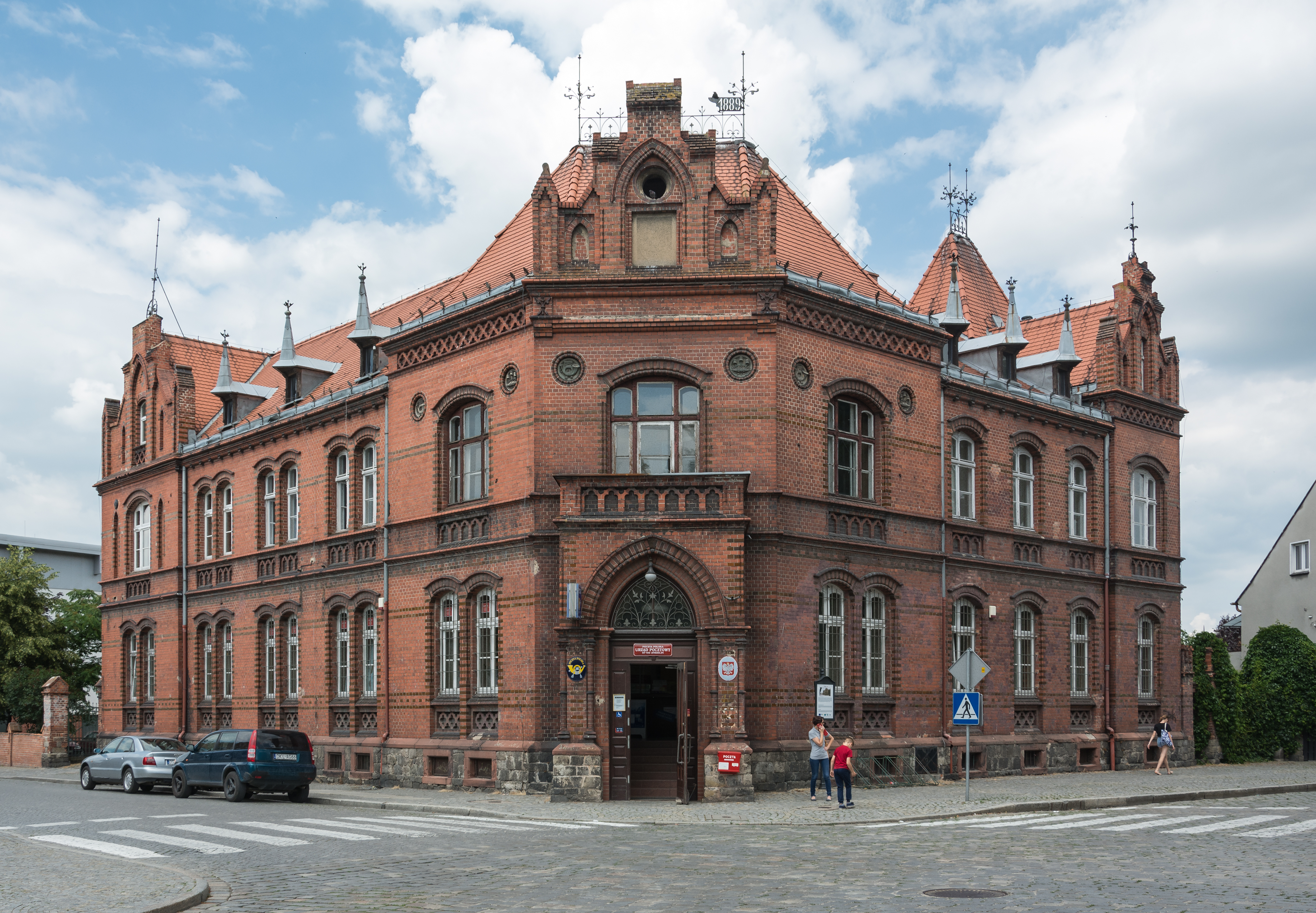
Neogotisches Postamt
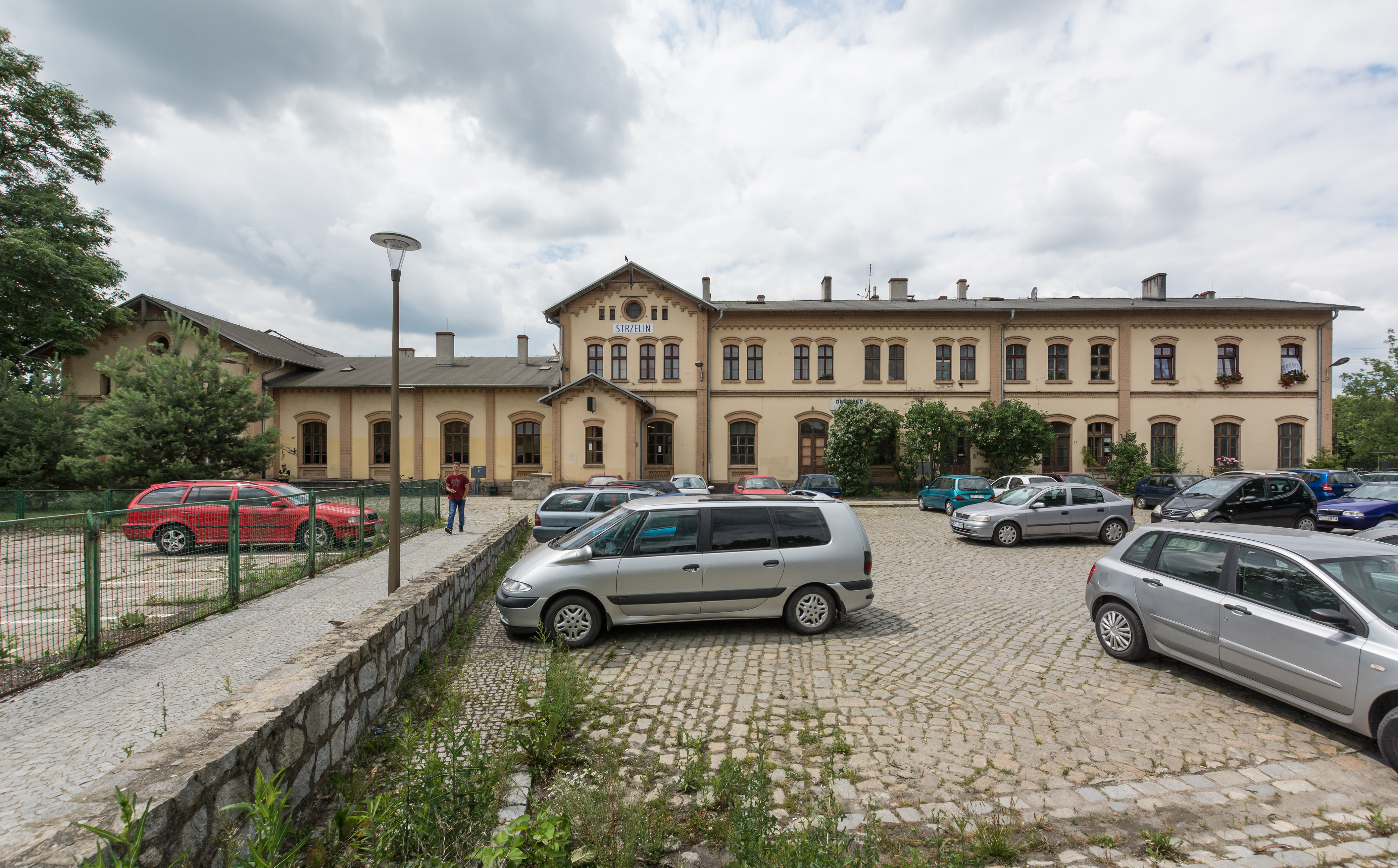
Bahnhof Strzelin

| Jahr | Einwohner | Anmerkungen |
| ---- | --------- | --- |
| 1840 | 04260     | davon 1.987 männliche und 2.273 weibliche Einwohner; 710 Ehepaare; 3.035 Evangelische, 1.139 Katholiken und 86 Juden |
| 1844 | 04253     | davon 1.965 männliche und 2.288 weibliche Einwohner; 706 Ehepaare; 3.050 Evangelische, 1.109 Katholiken und 94 Juden |
| 1875 | 06289     | [ 13 ] |
| 1880 | 07261     | [ 13 ] |
| 1890 | 09016     | davon 6.471 Evangelische, 2.433 Katholiken und 108 Juden                                                             |
| 1905 | 08999     | davon 2.433 Katholiken und 64 Juden.                                                                                 |
| 1925 | 10.142    | davon 7.422 Evangelische, 2.578 Katholiken, acht sonstige Christen, 59 Juden                                         |
| 1933 | 11.364    | davon 8.488 Evangelische, 2.643 Katholiken, ein sonstiger Christ, 51 Juden                                           |
| 1939 | 12.290    | davon 9.110 Evangelische, 2.904 Katholiken, 34 sonstige Christen, 14 Juden                                           |

## Verkehr
Der Bahnhof Strzelin liegt an der Kreuzung der Bahnstrecke Wrocław–Międzylesie mit der stillgelegten Bahnstrecke Brzeg–Łagiewniki Dzierżoniowskie. Im Bahnhof der Ortschaft Głęboka an letzterer Strecke endete vormals die Bahnstrecke Grodków Śląski–Głęboka Śląska.

## Persönlichkeiten

### Söhne und Töchter der Stadt

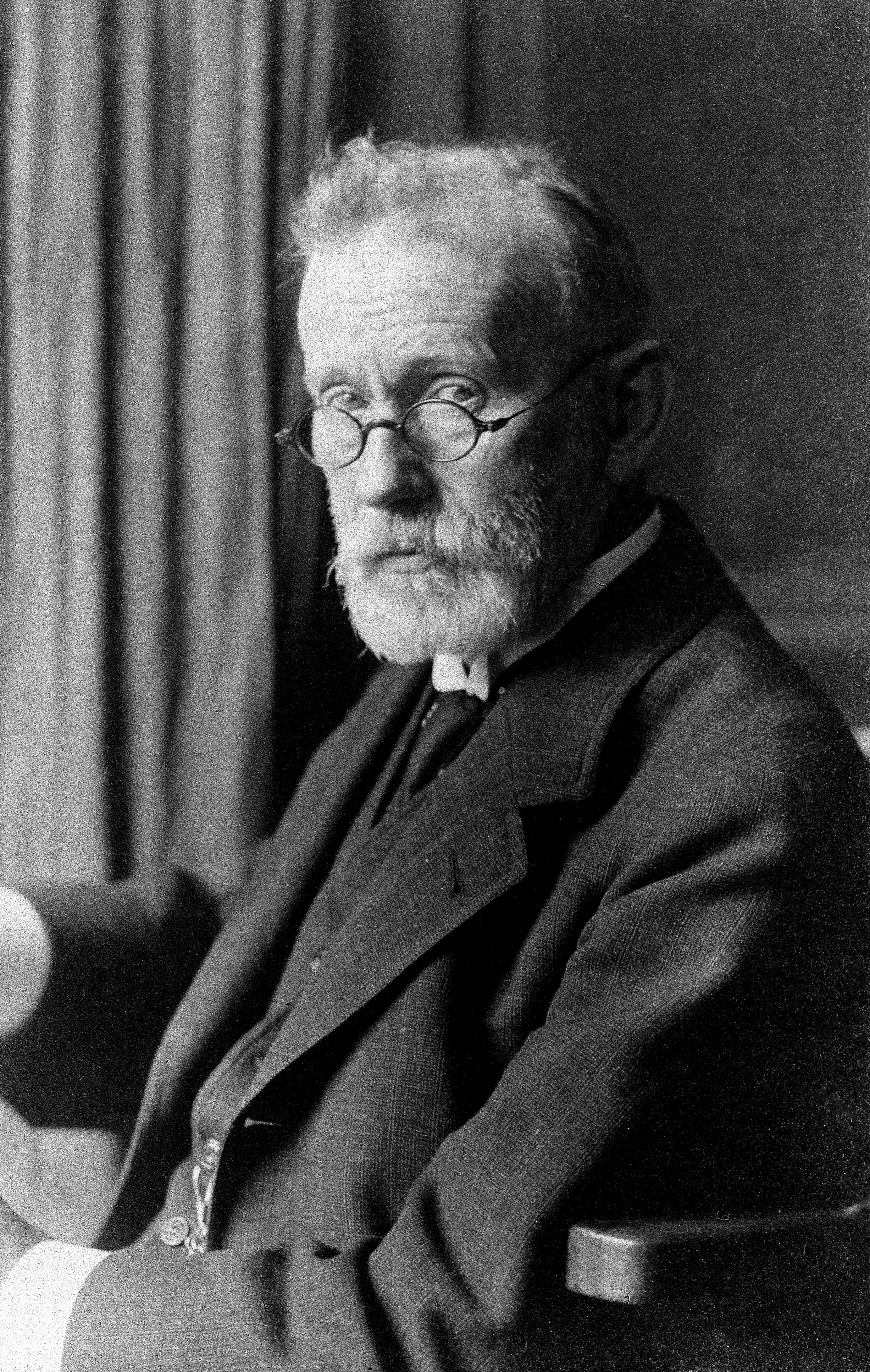
Paul Ehrlich (1854–1915)

- Paul Weiß (1543–1612), deutscher Dichter, Rhetoriker und evangelischer Theologe
- Bartholomäus Stosch der Jüngere (1604–1686), deutscher reformierter Theologe
- Johann Christian Tralles (1652–1698), deutscher Mediziner und Stadtphysicus in Breslau
- Carl Friedrich Wilhelm von Korckwitz (1738–1809), preußischer Rittmeister und Landrat
- Johann Gottlieb Blümner (1763–1837), Rendant beim Oberlandesgericht Breslau
- Carl Christoph Stiller (1763–1836), deutscher Buchhändler und Verleger
- Heinrich Theodor von Stiller (1765–1828), evangelisch-lutherischer Theologe
- Samuel Traugott Milsch (1780–1846), deutscher Pädagoge und Pfarrer
- Friedrich von Buddenbrock (1781–1867), preußischer Generalleutnant
- Karl von Prittwitz (1790–1871), preußischer General der Infanterie, geboren auf Gut Karisch
- Moritz Pläschke (1817–1888), deutscher Genremaler der Düsseldorfer Schule
- Arthur Blaschnik (1821–1918), deutscher Landschaftsmaler
- Karl Schneider (1822–1882), deutscher Sänger
- Hermann von Tardy (1832–1917), reformierter Pfarrer und Oberkirchenrat
- Johannes Athanasius Kopietz (1843–nach 1910), deutscher Historiker und Pädagoge
- Paul Ehrlich (1854–1915), deutscher Arzt und Chemiker, Nobelpreisträger
- Carl von Dobschütz (1861–1946), preußischer General
- Viktor Klingmüller (1870–1942), deutscher Internist und Dermatologe
- Fritz Klingmüller (1871–1939), deutscher Rechtswissenschaftler und Hochschullehrer
- Gottfried Nagel (1876–1944), Theologe und Präsident der Evangelisch-lutherischen Kirche in Preußen
- Herbert von Richthofen (1879–1952), deutscher Diplomat
- Fritz Neumann-Hegenberg (1884–1924), deutscher Maler
- Adolf Springer (1886–1978), deutscher Architekt
- Johann von Ravenstein (1889–1962), deutscher Generalleutnant
- Herbert Goldschmidt (1890–1943), Magdeburger Kommunalpolitiker
- Grete Jahr-Queißer (1899–1978), deutsche Malerin und Grafikerin
- Manfred Koschlig (1911–1979), deutscher Bibliothekar und Hochschullehrer
- Fred G. Hellwig (1919–1992), Kunstschmied, Bildhauer, Medailleur und Industriedesigner
- Günter Hoffmann (1923–1993), deutscher Maler, Textilgestalter und Pädagoge
- Lothar Hoffmann-Erbrecht (1925–2011), deutscher Musikwissenschaftler
- Hermann Patsch (* 1938), deutscher Philologe
- Horst J. Tappert (1939–2006), deutscher Filmregisseur und Puppengestalter
- Arno Münster (* 1942), Autor
- Eckhard Knappe (1943–2022), deutscher Ökonom
- Norbert Raba (* 1973), polnischer Politiker
- Michał Masłowski (* 1989), polnischer Fußballspieler

### Persönlichkeiten, die vor Ort gewirkt haben
- Gottfried Ferdinand von Buckisch und Löwenfels (1641–1699), deutscher Jurist und Kirchenhistoriker, war von 1670 bis 1676 Ratmann in Strehlen
- Franz Xaver Görlich (1801–1881), katholischer Geistlicher, Pädagoge und Schriftsteller, wirkte 1842–1857 als Seelsorger in Strehlen

## Städtepartnerschaften
Strzelin unterhält mit folgenden Städten Städtepartnerschaften:
- Svitavy (Zwittau), Tschechien, seit 14. September 2015
- Frankenberg, Deutschland, seit 28. Mai 2013
- Libchavy (Lichwe), Tschechien, seit 8. Dezember 2011
- Trutnov (Trautenau), Tschechien, seit 31. Mai 2005
- Straelen, Deutschland, seit 27. Januar 2005